# 2024 YR4
2024 YR4 egy 40 és 90 méter (130 és 300 ft) közötti átmérőjű kisbolygó, Apollo-típusú (Földet keresztező) földközeli objektumnak minősítve. Az ATLAS ( Asteroid Terrestrial-impact Last Alert System ) chilei állomása fedezte fel 2024. december 27-én. 2025. február 7. szerint   2024 YR4 3-as besorolást kapott a torinói skálán, 1 a 45-höz (2,2%) az esélye annak, hogy 2032. december 22-én a Földet érinti. A NASA a Palermo Technical Impact Hazard Scale −0.32 es besorolást adja 2024 YR4-re, ami a háttérveszély 47,9%-os becsapódási kockázatának felel meg.  A felfedezés elindította a bolygóvédelmi válaszlépések első lépését, amelynek során több nagy távcsövet kértek fel, hogy gyűjtsenek adatokat az objektumról, és az ENSZ által jóváhagyott űrügynökségek arra késztetik, hogy kezdjék meg az aszteroidafenyegetés mérséklésének tervezését.   
Az aszteroida spektrumainak és fotometriai idősorainak előzetes elemzése azt sugallja, hogy ez egy köves S- vagy L-típusú aszteroida, amelynek forgási periódusa közel 19,5 perc.  Az aszteroida 2024. december 25-én (két nappal a felfedezése előtt) közelítette meg a Földet 828 800 kilométer (515 000 mi; 2,156 LD) távolságra, és most távolodik a Földtől. Következő közelítését 2028. december 17-én hajtja végre.  2025 áprilisának elejére és 2028 júniusáig 2024 YR4 túl messze lesz a Földtől ahhoz, hogy földi távcsövekkel megfigyelhető legyen. Az űralapú infravörös teleszkópok, mint például a James Webb űrtávcső és a Nancy Grace Roman Űrteleszkóp, képesek lesznek megfigyelni 2024 YR4-t amikor az távol van a Földtől.

## Fizikai jellemzők

### Méret és tömeg

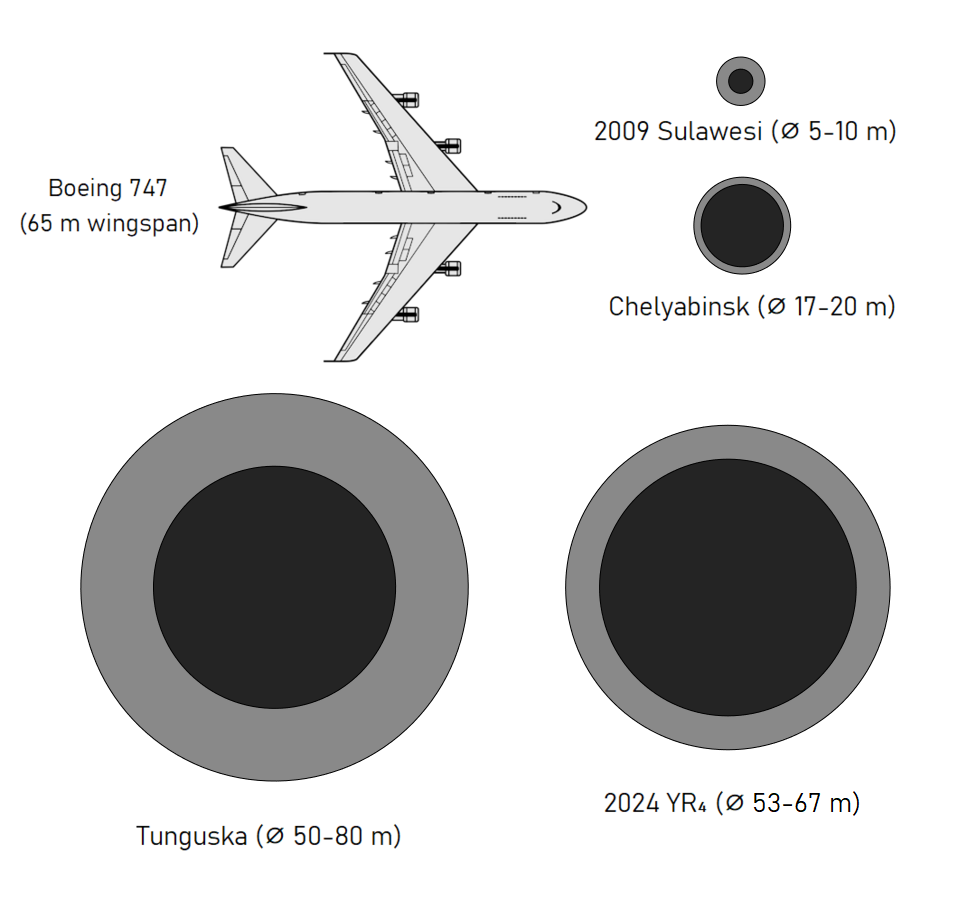
és más figyelemre méltó meteoroidok méretének összehasonlítása az ember által készített tárgyakkal méretarányosan

A 2024 YR4 átmérőjét még nem mérték, de fényességéből ( abszolút magnitúdó ) megbecsülhető a felületi visszaverőképesség ( geometriai albedó ) elfogadható értékeinek tartományával.   Ha 2024 YR4 a látható fény 5%-a és 25%-a között veri vissza, akkor az átmérője 40 és 90 m (130 és 300 ft) között van .  A NASA becslése szerint az átmérő 54 m (177 ft) 0,154 feltételezett geometriai albedó esetén.  Ezek a becslések szerint 2024 YR4 körülbelül akkora, mint az 1908-as Tunguska eseményt okozó aszteroida vagy az arizonai Meteor-krátert 50 000 évvel ezelőtt létrehozó vas-nikkel aszteroida , és lényegesen kisebb, mint a DART átirányítási teszt Dimorphos célpontja. A 2024 YR4 átmérőjét és albedóját csak termikus infravörös megfigyelésekkel, radarmegfigyeléssel, csillagok okkultációjával vagy űrszonda közvetlen képalkotásával lehet tovább korlátozni. 
A 2024 YR4 tömegét és sűrűségét még nem mérték, de a tömeg egy feltételezett sűrűséggel megbecsülhető. A NASA becslése szerint a tömeg 2,2×108 kg 2,6 g/cm3 feltételezett sűrűséggel, ami a köves aszteroidákra jellemző sűrűség. 

### Összetétel és forgási periódus
A Gran Telescopio Canarias és a Lowell Discovery Telescope előzetes spektroszkópiai elemzése azt sugallja, hogy 2024 YR4 vagy S-típusú (az összes aszteroida 17%-a), vagy L-típusú aszteroida, mindkettő köves összetételre utal.
A Very Large Telescope (VLT) és a La Silla Obszervatórium 1,54 méteres teleszkópja fotometriai megfigyelései azt mutatják, hogy 2024 YR4 forgási periódusa közel 19,5 perc. A 2024 YR4 fényereje 0,42 magnitúdóval változik forgás közben, ami azt jelzi, hogy megnyúlt alakja van.  A VLT a 2024 YR4 több fázisszögben is megfigyelte, 5° és 35° között, ami lehetővé tenné egy olyan fázisgörbe felépítését, amely korlátozhatja az aszteroida felszíni tulajdonságait. 

## Pályája

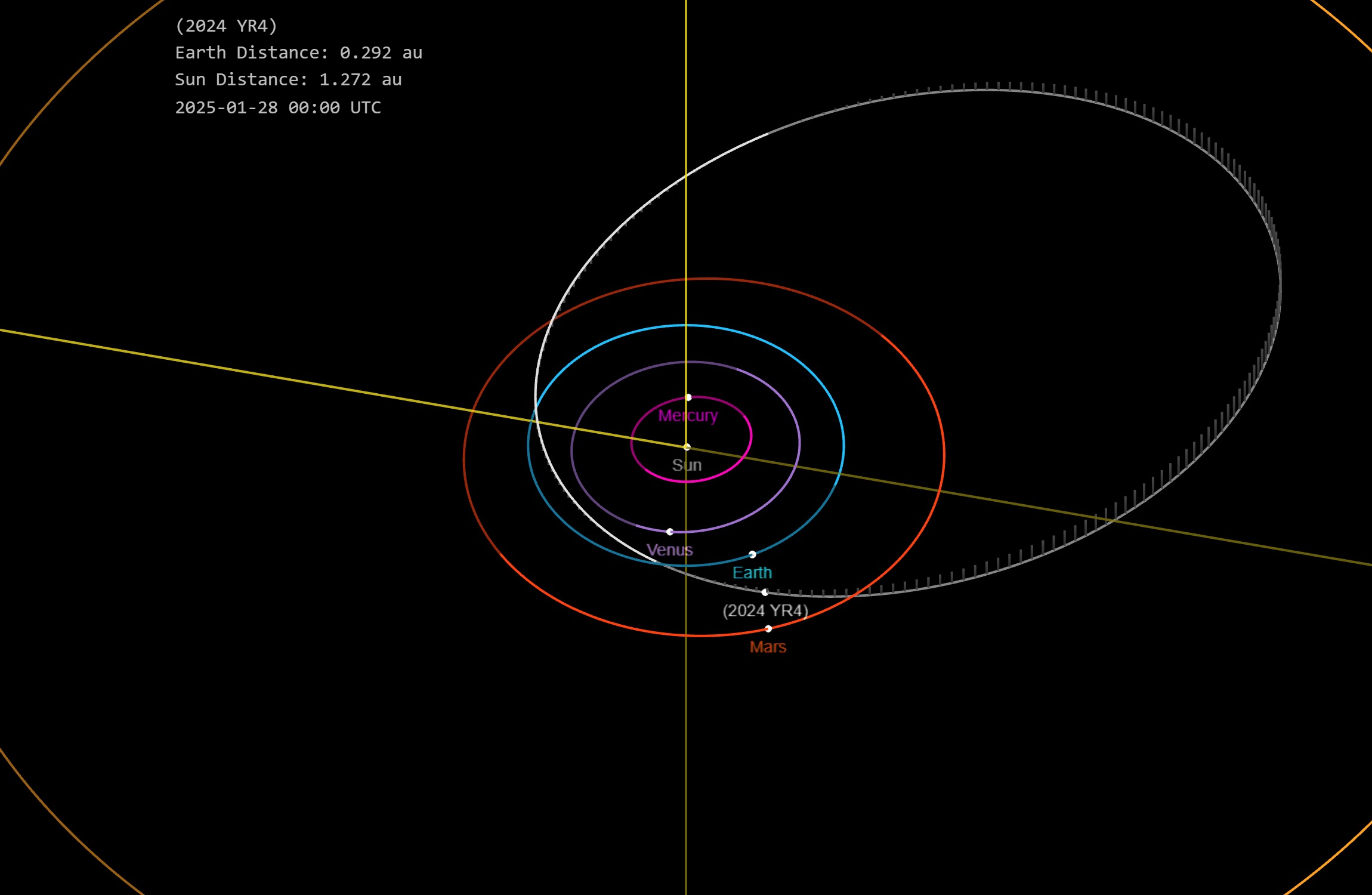
Pályadiagram

A 2024 YR4 elliptikus pályán kering a Nap körül, amely keresztezi a Föld pályáját, így Apollo-típusú földközeli objektum. Az aszteroida keringési ideje körülbelül 3,99 év, keringési szöge pedig 3,41 fok a Föld pályájához (ekliptikához) képest.
Az aszteroida 2024. november 22-én érkezett a perihéliumba (a Nap legközelebbi megközelítése). Az aszteroida 2024. december 25-én közelítette meg a Földet, két nappal a felfedezése előtt. A találkozás során az aszteroida 828 800 km (515 000 mi; 2,156 LD) felett haladt el a Földtől, majd 488 300 km (303 400 mi; 1,270 LD) a Holdtól.  Az aszteroida legközelebb 2028. december 17-én közelíti meg a Földet, amikor elhalad 7 910 000 ± 541 000 km (4 915 000 ± 336 000 mi; 20,58 ± 1,41 LD) a bolygóról.  A 2028-as találkozás lehetőséget ad a csillagászoknak további megfigyelések elvégzésére, és négy évvel meghosszabbítja a megfigyelési ívet . Ez nagymértékben javítja 2024 YR4 pályájára vonatkozó számításokat a 2032. december 22-i közeledésre való felkészülés során. 

## 2032-es lehetséges becsapódása

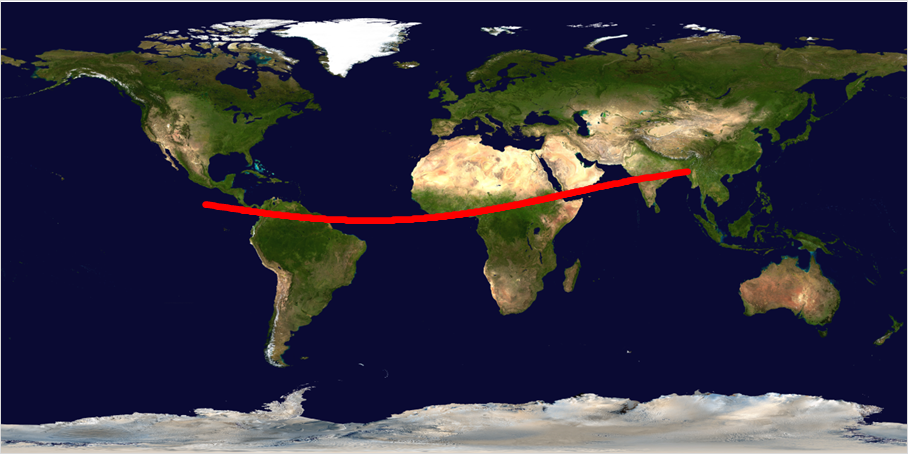
Hatáskockázati folyosó a 2032 - es megközelítéshez

2024 YR4 animáció a nap körül – 2032 közeli megközelítés
·····

A számítások a 43 nap megfigyelési ívét használva 2025. február 7. szerint megállapítja, hogy 2024 YR4 1 a 45-höz (2,2%) esélye van annak, hogy 2032. december 22-én 14:02 óra körül a Földbe csapódik .  A névleges legközelebbi megközelítés a Földhöz 22-én 11:40 UT (a legközelebbi megközelítési idő bizonytalansága 16 1/3 óra) 120 000 kilométer (75 000 mi; 0,31 LD), 3 szigma bizonytalanság mellett 792 000 kilométer (492 000 mi). 2024 YR4 mérete és 1%-nál nagyobb becsapódási valószínűsége miatt a torinói skála 3. szintjén van besorolva, ami arra késztette a Nemzetközi Kisbolygó Figyelmeztető Hálózatot, hogy 2025. január 29-én közleményt adott ki. Ez a második legmagasabb torinói skálaérték, amit egy aszteroida valaha is elért, a 99942 Apophis mögött, amely 2004 végén rövid időre a torinói skála 4-es szintjét sorolta be. A NASA a Palermo Technical Impact Hazard Scale −0.32-es besorolást adja 2024 YR4-re, ami a háttérveszély 47,9%-os becsapódási kockázatának felel meg.  Az Európai Űrügynökség −0.29 -es Palermo értékelést ad 2,25%-os becsapódási valószínűséggel , míg a NEODyS −0.31 et 2,04%-os becsapódási valószínűséggel. A 2024 YR4 lehetséges becsapódási helyeinek kockázati folyosója a Csendes-óceántól Dél-Amerika északi részéig, az Atlanti-óceánon, Közép-Afrikán, az Arab-félsziget egy szegletén, majd Észak-Indiáig tart.

## Fordítás
- Ez a szócikk részben vagy egészben  a(z)   2024 YR4 című angol Wikipédia-szócikk ezen változatának fordításán alapul.  Az eredeti cikk szerkesztőit annak laptörténete sorolja fel. Ez a jelzés csupán a megfogalmazás eredetét és a szerzői jogokat jelzi, nem szolgál a cikkben szereplő információk forrásmegjelöléseként.